# Dez Dickerson
Dez Dickerson (7 de agosto de 1955) es un guitarrista y cantante estadounidense, reconocido por haber hecho parte de la agrupación The Revolution, liderada por el músico Prince. También ha grabado algunos álbumes como solista.

## Discografía

### Estudio
- Oneman (1999)
- Rock of Ages – Where Classic Hymns Meet Classic Rock! (2005)
- A Retrospective 1982–1987 (2006)

### Sencillos
- "Modernaire" (2008)